# Kittelsjöarna (Vilhelmina socken, Lappland, 724403-148178)
Kittelsjöarna är en sjö i Vilhelmina kommun i Lappland och ingår i Ångermanälvens huvudavrinningsområde. Sjön har en area på 0,0744 kvadratkilometer och ligger 714,7 meter över havet. Kittelsjöarna ligger i Södra Gardfjället Natura 2000-område.

## Delavrinningsområde
Kittelsjöarna ingår i det delavrinningsområde (724403-148277) som SMHI kallar för Mynnar i Valsjön. Medelhöjden är 797 meter över havet och ytan är 7,3 kvadratkilometer. Det finns ett avrinningsområde uppströms, och räknas det in blir den ackumulerade arean 12,5 kvadratkilometer. Vattendraget som avvattnar avrinningsområdet har biflödesordning 4, vilket innebär att vattnet flödar genom totalt 4 vattendrag innan det når havet efter 432 kilometer. Avrinningsområdet består mestadels av skog (56 procent) och kalfjäll (42 procent). Avrinningsområdet har 0,13 kvadratkilometer vattenytor vilket ger det en sjöprocent på 1,7 procent.